# Mario Haas
Mario Haas (Graz, 16 de setembro de 1974) é um ex-futebolista austríaco, que jogava como atacante.

## Uma carreira ligada ao Sturm Graz

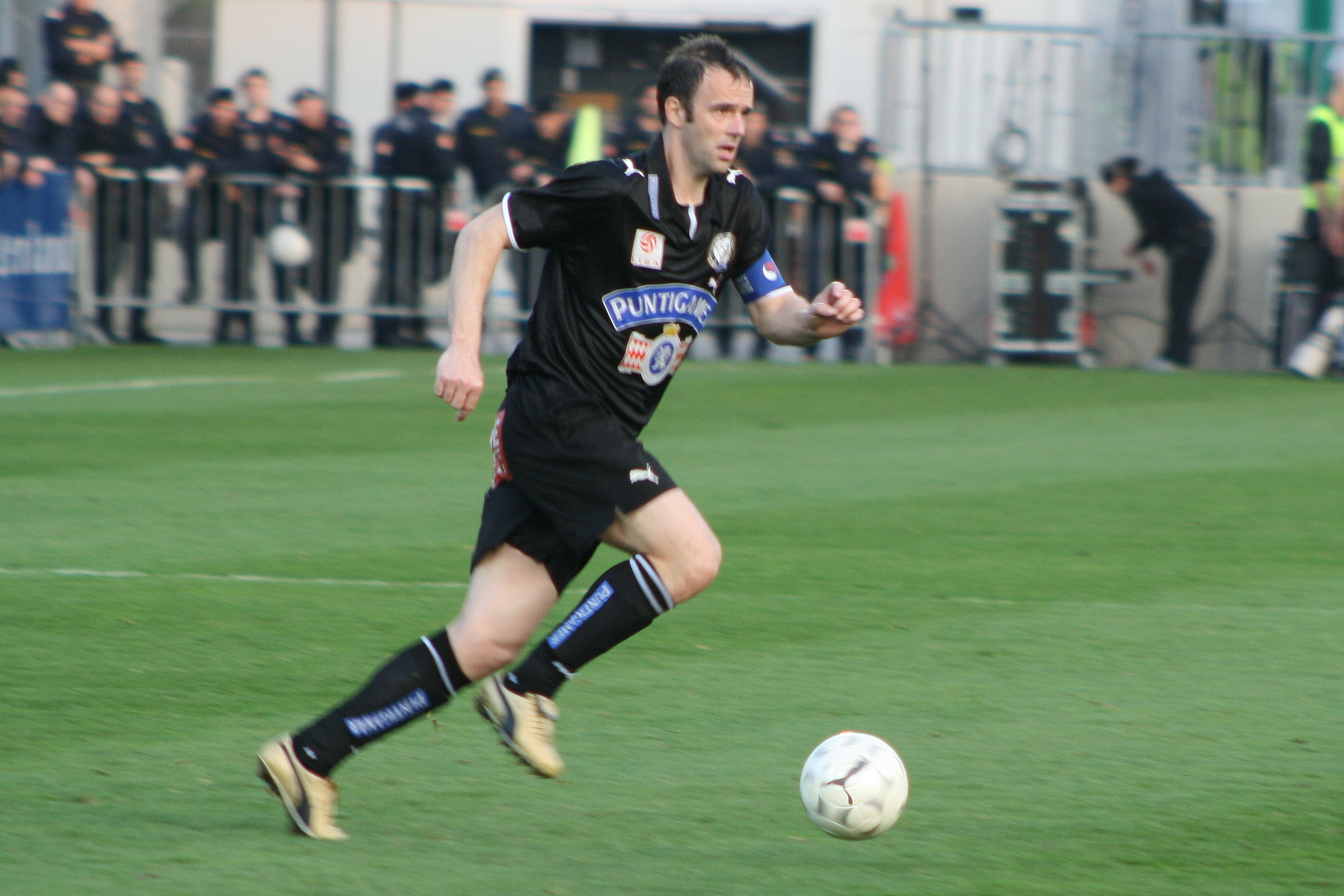
Haas atuando pelo Sturm, clube onde é tratado como ídolo pela torcida.

Desde que começou a carreira nas divisões de base do Sturm Graz, Haas é considerado um ídolo pela torcida da equipe. Sua primeira passagem foi de 1992 a 1999, retornando em 2001 e teve sua derradeira passagem pelos Schwoazn entre 2006 e 2012. No total, foram 457 jogos disputados e 147 gols marcados.
Fora da Áustria, atuou pelo Strasbourg, mas não conseguiu agradar os torcedores da equipe francesa, tendo jogado apenas 27 vezes e marcando três gols. Jogou também pelo japonês JEF United, disputando 48 jogos e marcando onze gols, levando dois títulos da Copa da Liga Japonesa (2005 e 2006).
Em dezembro de 2012, aos 38 anos de idade e relegado ao time de reservas do Sturm Graz, Haas anunciou o final de sua carreira.

## Seleção
Haas estreou na Seleção Austríaca em 1998, em partida contra a EUA, antes de disputar a Copa do Mundo realizada na França. O Wunderteam acabaria eliminado na primeira fase.
Depois de jogar a classificação para as Eurocopas de 2000 e 2004 e para as Copas de 2002 e 2006 "para o espaço", Haas se aposentou da Seleção em 2007, um ano antes da Eurocopa de 2008, realizada em seu país e na vizinha Suíça. Karel Brückner, então técnico da Áustria, chegou a convocar o atacante para um amistoso contra a Turquia, mas Haas recusou a convocação para dedicar-se exclusivamente ao Sturm Graz.